# Linda Thomas-Greenfield
Linda Thomas-Greenfield   (Baker, 22 de novembre de 1952) és una diplomàtica estatunidenca. Consellera sènior al Grup Albright Stonebridge a Washington, DC, va ser entre 2013 i 2017 l'Assistenta del Secretari d'Estat a l'Oficina d'Afers Africans del Departament d'Estat dels Estats Units.
Thomas-Greenfield serà molt probablement l'Ambaixadora dels Estats Units a les Nacions Unides del futur govern del President-electe Joe Biden.